# Фондако-дей-Туркі
Фондако-дей-Туркі (італ. Fondaco dei Turchi) — історичне палаццо у Венеції, розташоване на Гранд-каналі. 

## Розташування
Історична споруда розташована у районі Санта-Кроче, фасад виходить на Гранд-канал. Неподалік церква Сан-Маркуола.

## Історія

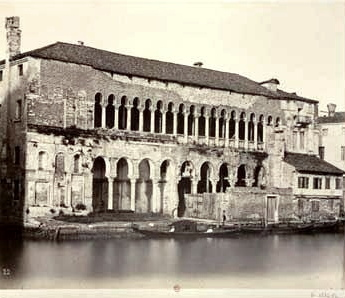
Фото 1870 р. до початку реставраційних робіт

Будівля з критими галереями побудована в XIII столітті у венето-візантійському стилі. Замовником нової споруди був Джакомо Пальмьєрі, тодішній консул з міста Пезаро, котрого вважають засновником венеційської родини Пезаро. 1381 року володаркою споруди стала венеційська держава і передала її під резиденцію Нікколо ІІ д'Есте за його підтримку Венеції у війні проти Генуї. 1509 року права на споруду родини д'Єсте скасували і вона перейшла до папи римського Юлія ІІ. Згодом її володарем став інший римський папа Лев Х, котрий передав споруду святителю Альтобелло Аверольдо. 1527 року родина домоглася повернення собі історичної споруди, але 1602 року продали її кардиналу Альдобрандіні. Кардинал у свою чергу продав 1618 року споруду шляхетному Антоніо Пріулі, котрого того ж року обрали дожем Венеції. Фондако-дей-Туркі (його фасад) було  прототипом для багатьох венеційських палаців.
У 1621 році порожню споруду передали під торговий двір купцям із Османської імперії. Як торгове подвір'я споруда слугувала з 17 до 19 століття. Звідси і сучасна назва — Фондако-дей-Туркі. Перебудована споруда слугувала як склади і помешкання для житла. же 1732 року історична споруда занепала.

## Новий володар — нова функція
1860 року муніципалітет міста Венеція придбав історичну споруду за 80.000 флоринів. Спруда пройла реставрацію, а приміщення пристосували під музей Коррер. Музей Коррер перевели у нове приміщення на площі Сан-Марко. З  1923 року Фондако-дей-Туркі передали під Венеційський музей натуральної історії.

## Галерея вибраних фото

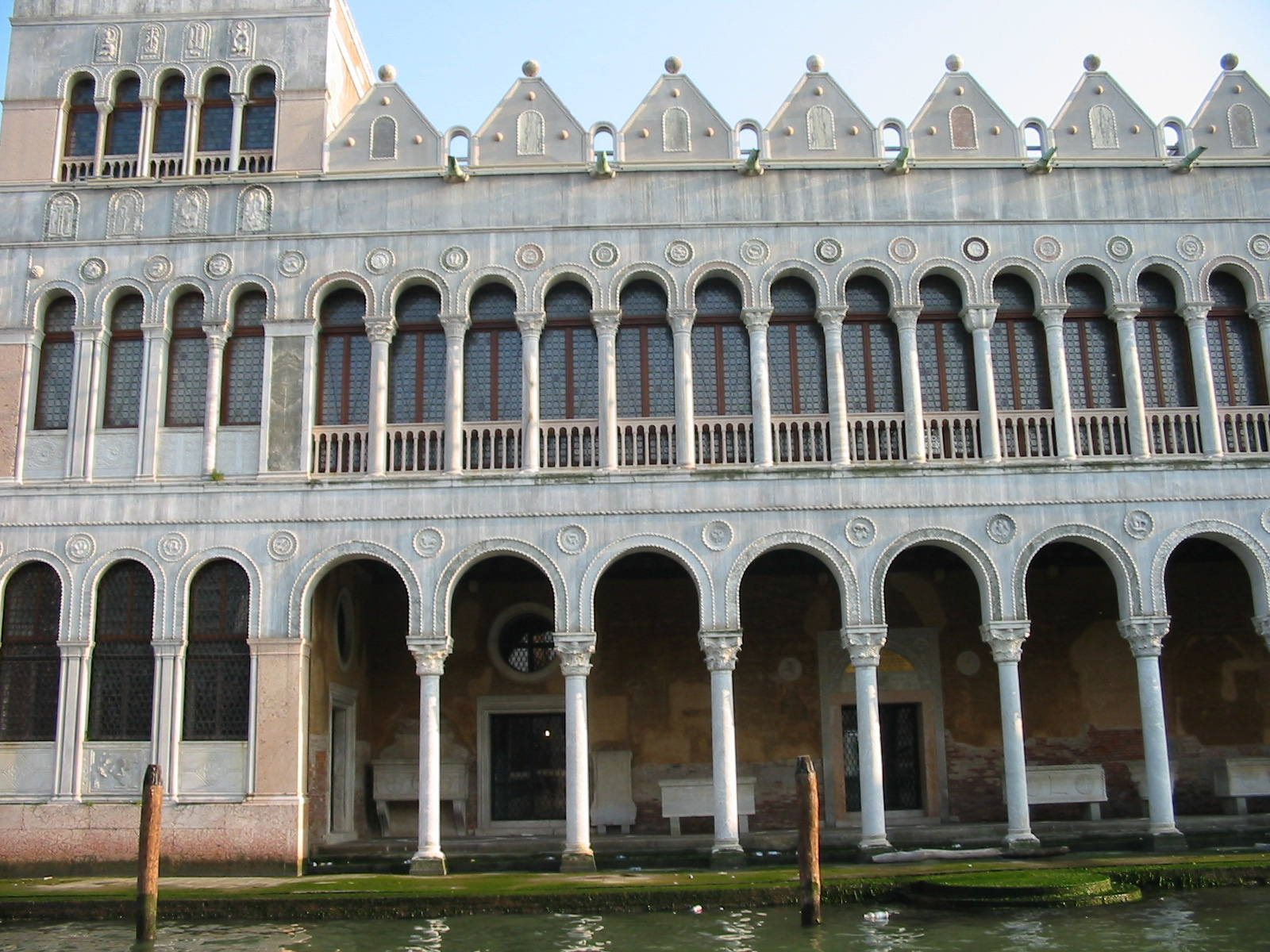
Фасад на Гранд-канал після реставрації
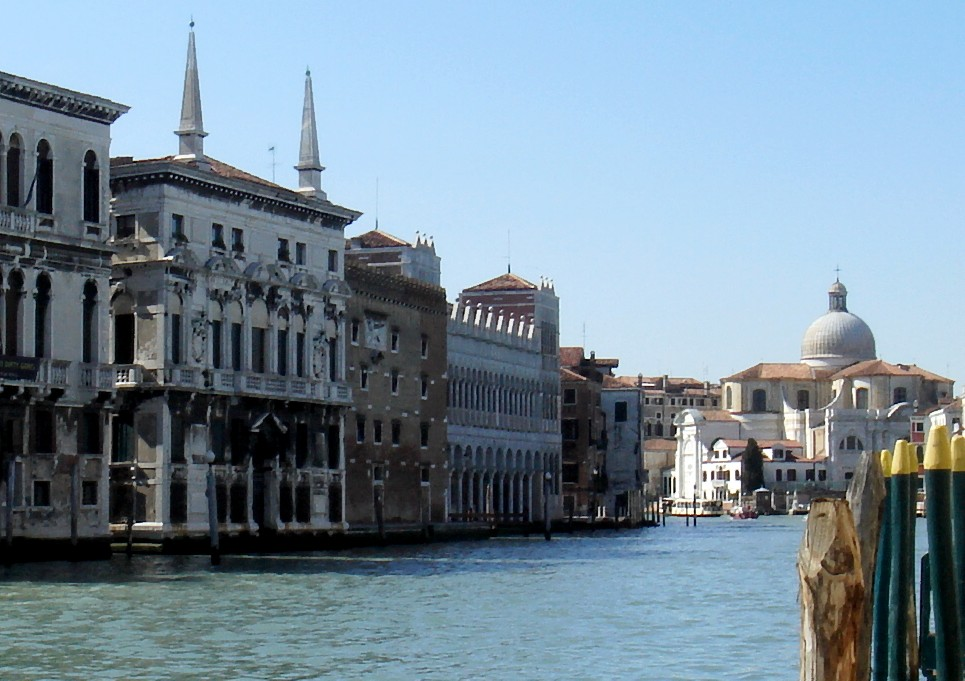
Гранд-канал і церква Сан Джеремія
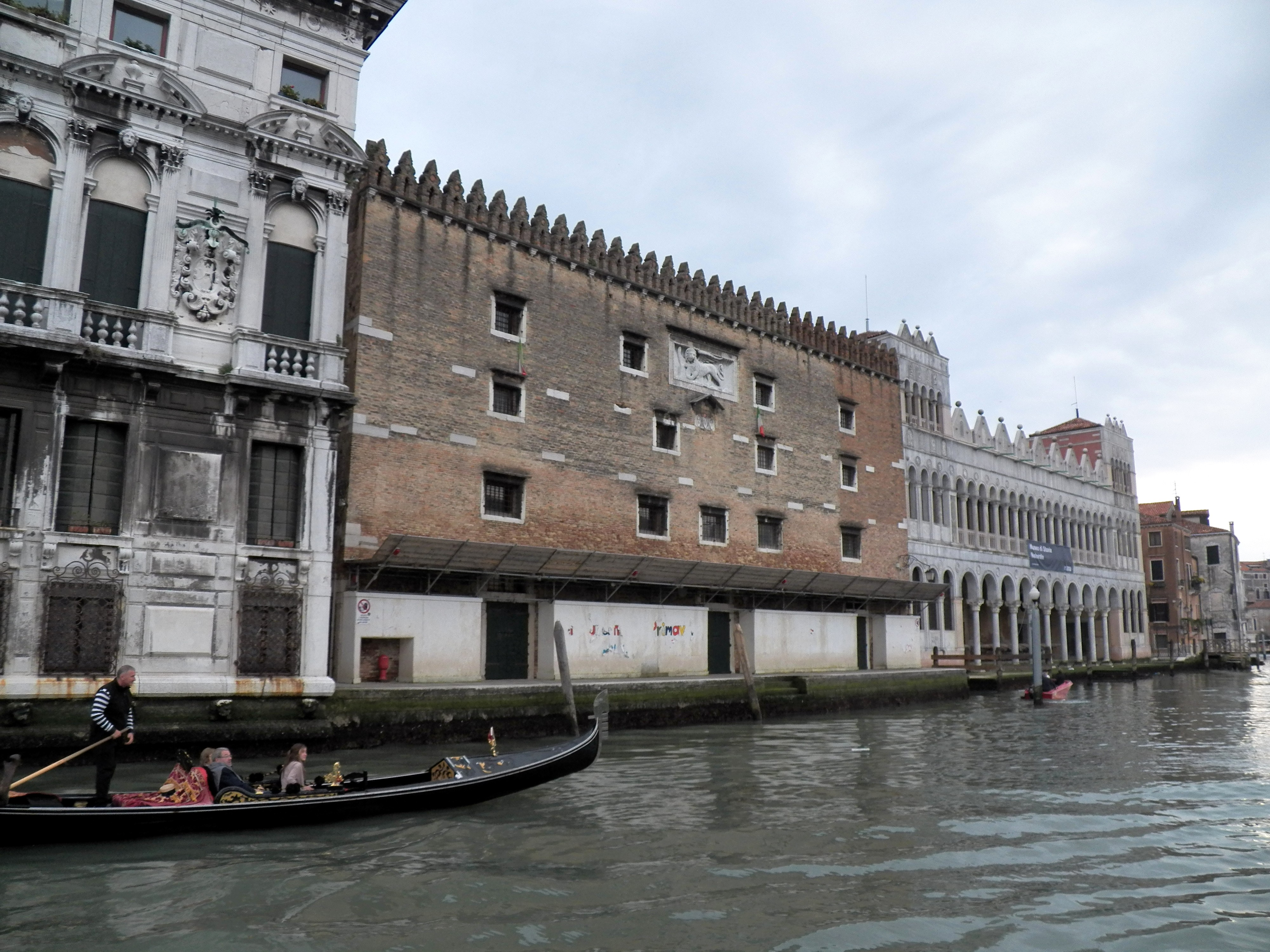
сусідні споруди
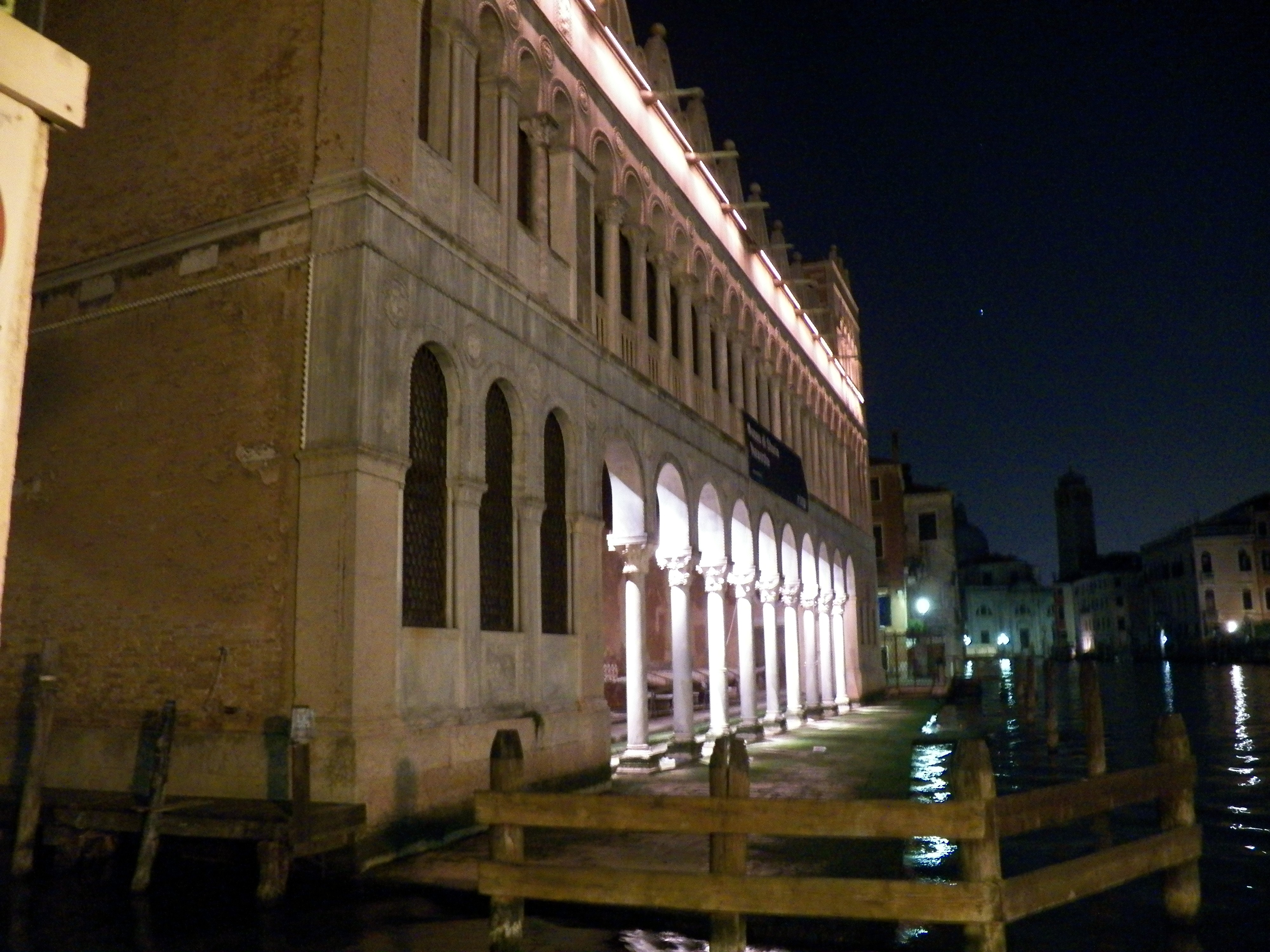
Освітлення фасаду вночі

## Осучаснений внутрішній дворик

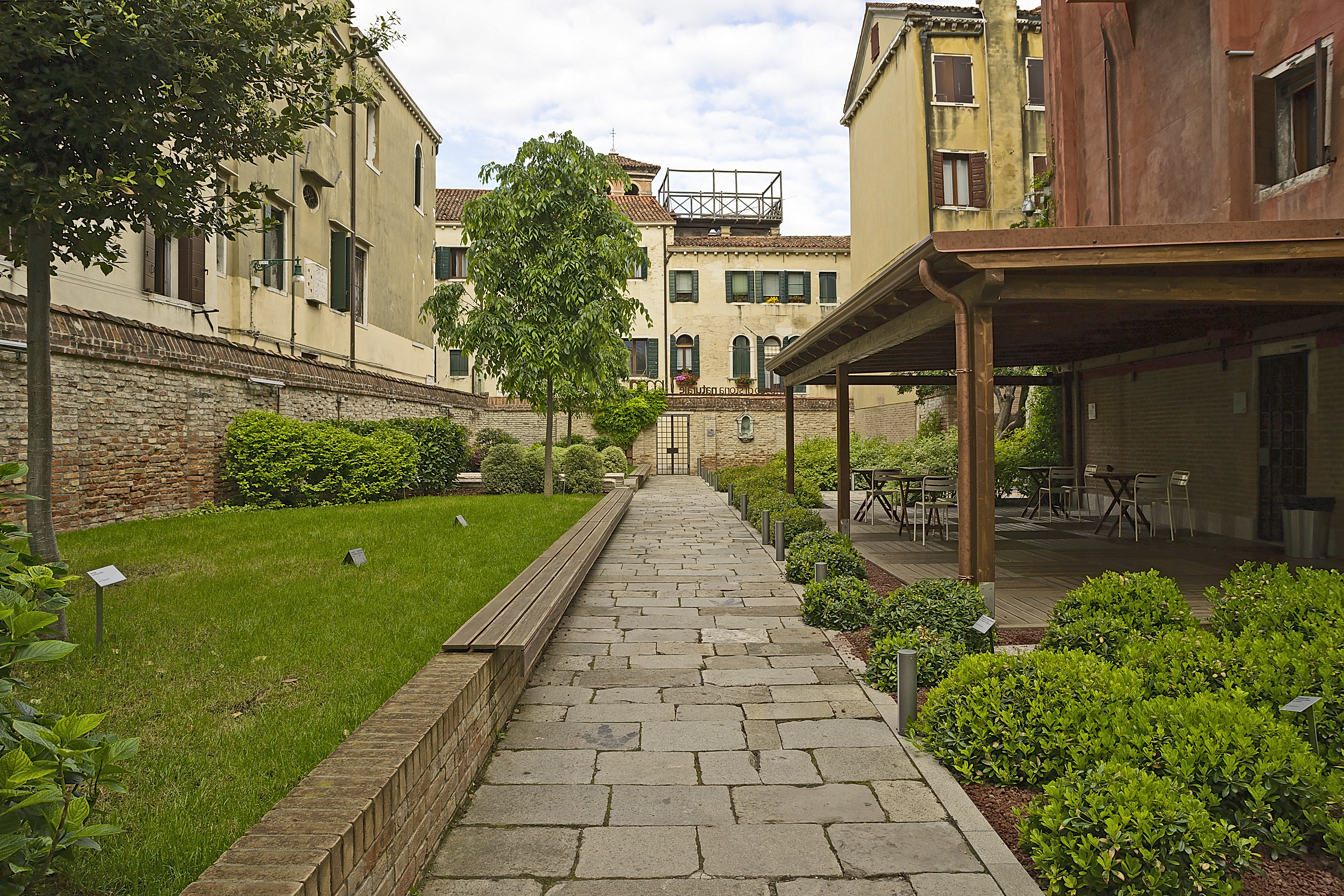

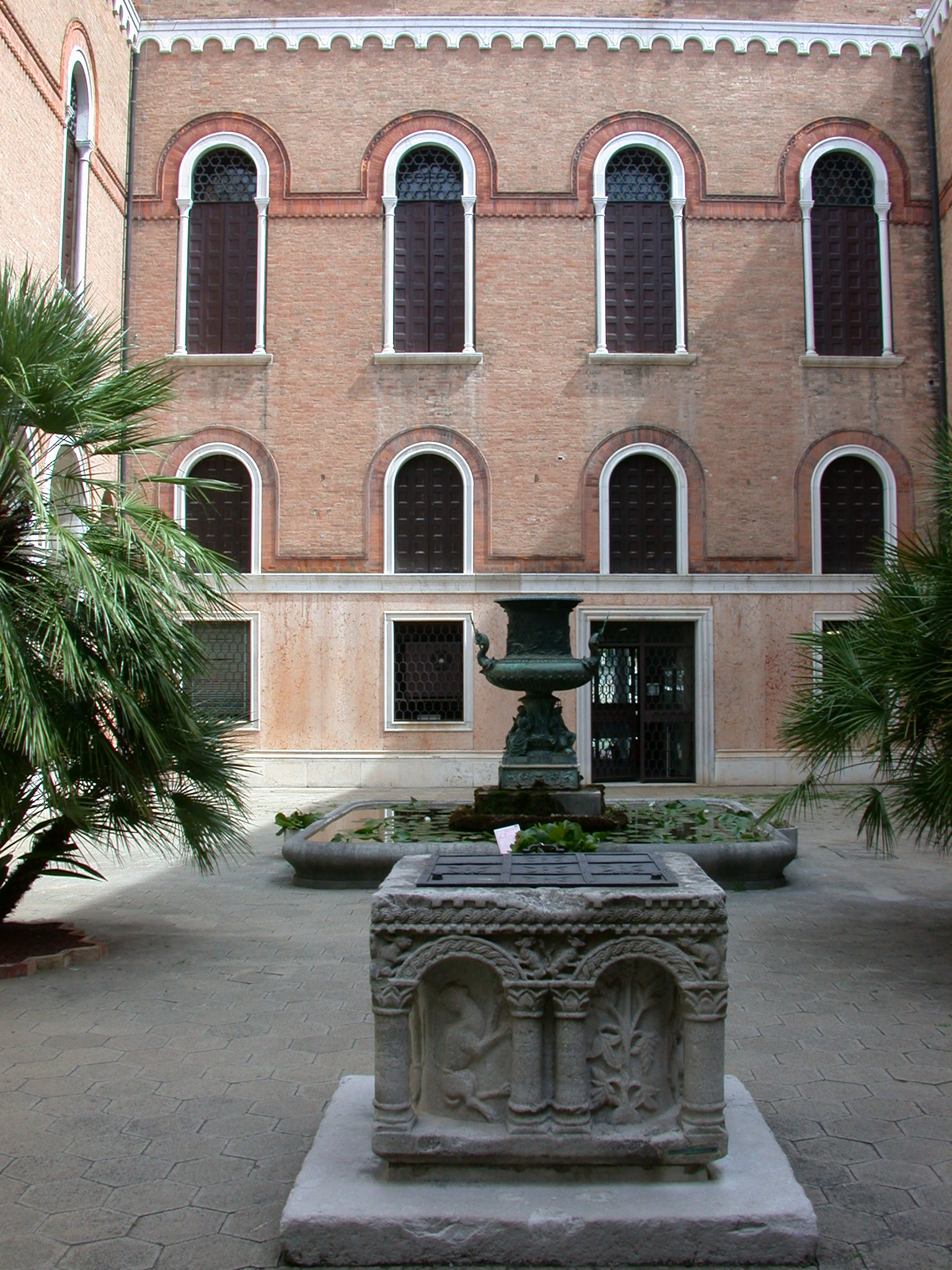
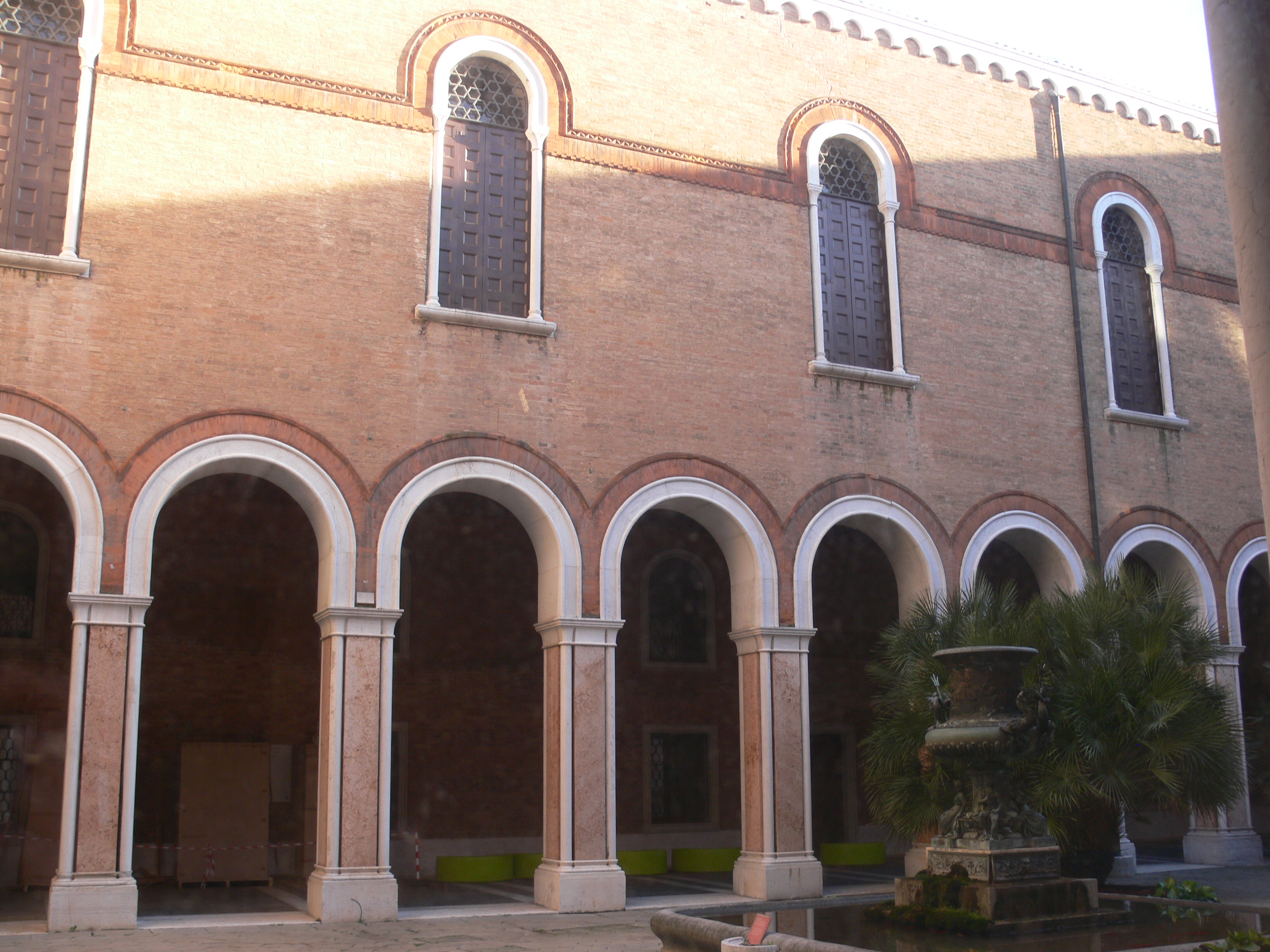
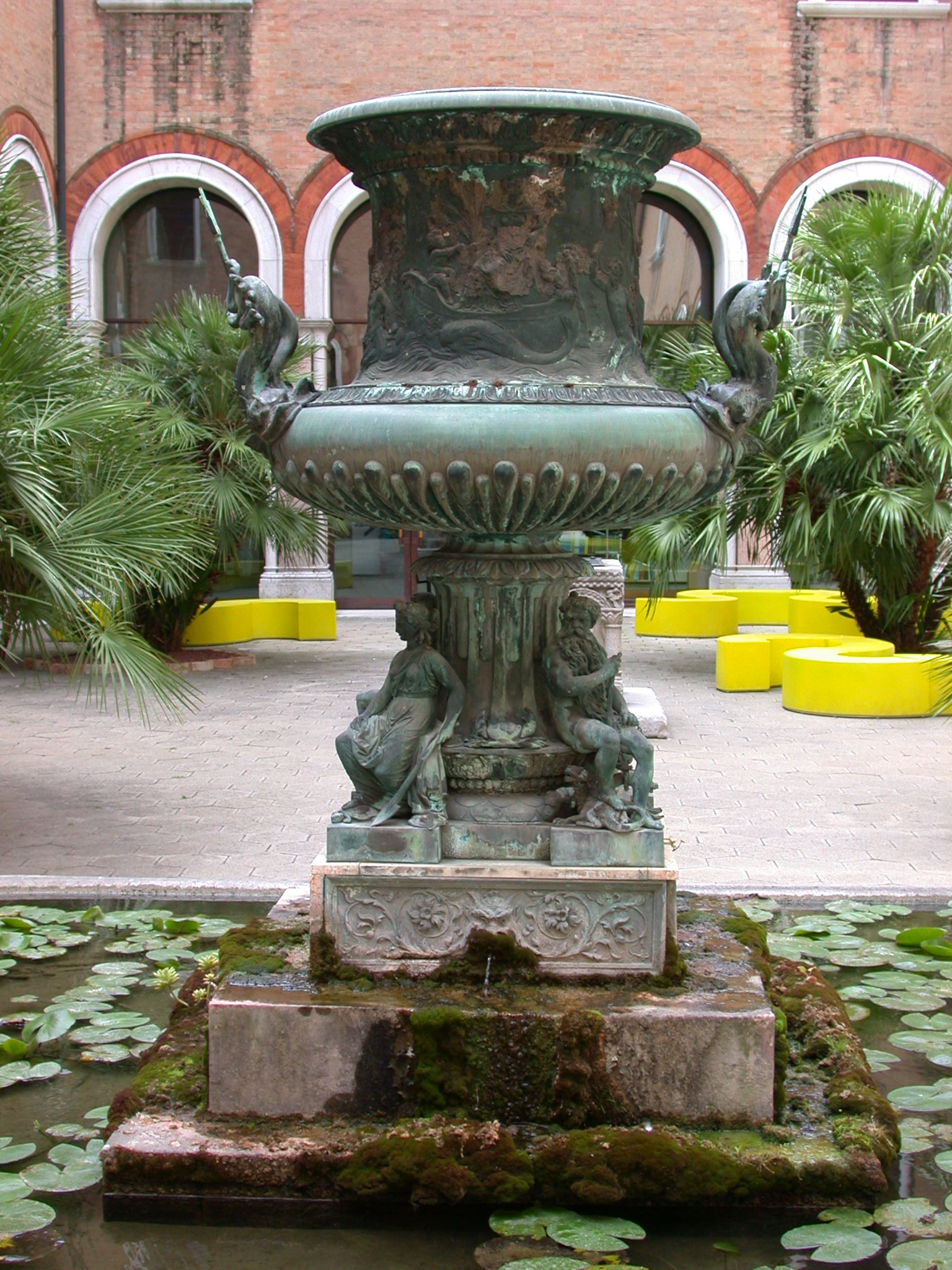
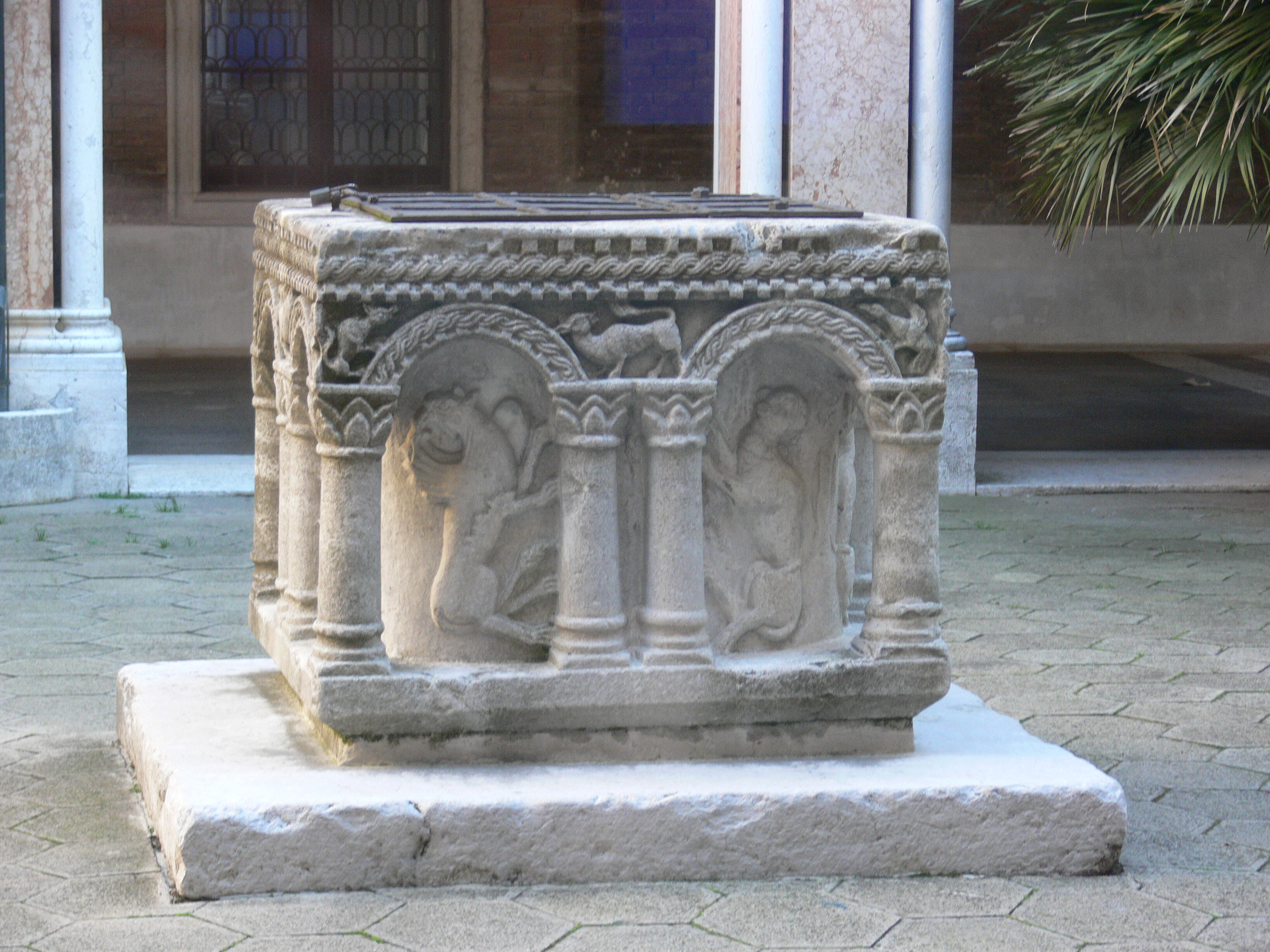